# Anatolij Kaniščev
Anatolij Anatol'evič Kaniščev (in russo Анатолий Анатольевич Канищев?; Voronež, 11 dicembre 1971) è un ex calciatore russo, di ruolo attaccante.

## Statistiche

### Cronologia presenze e reti in Nazionale
| Cronologia completa delle presenze e delle reti in nazionale ― Russia | Cronologia completa delle presenze e delle reti in nazionale ― Russia | Cronologia completa delle presenze e delle reti in nazionale ― Russia | Cronologia completa delle presenze e delle reti in nazionale ― Russia | Cronologia completa delle presenze e delle reti in nazionale ― Russia | Cronologia completa delle presenze e delle reti in nazionale ― Russia | Cronologia completa delle presenze e delle reti in nazionale ― Russia | Cronologia completa delle presenze e delle reti in nazionale ― Russia |
| Data                                                                  | Città                                                                 | In casa                                                               | Risultato                                                             | Ospiti                                                                | Competizione                                                          | Reti                                                                  | Note                                                                  |
| --------------------------------------------------------------------- | --------------------------------------------------------------------- | --------------------------------------------------------------------- | --------------------------------------------------------------------- | --------------------------------------------------------------------- | --------------------------------------------------------------------- | --------------------------------------------------------------------- | --------------------------------------------------------------------- |
| 01/09/1996                                                            | Mosca                                                                 | Russia                                                                | 4 – 0                                                                 | Cipro                                                                 | Qual. Mondiali 1998                                                   | -                                                                     | 46’                                                                   |
| 07/02/1997                                                            | Hong Kong                                                             | Russia                                                                | 1 – 1                                                                 | Jugoslavia                                                            | Lunar New Year Cup                                                    | -                                                                     | 88’                                                                   |
| 10/02/1997                                                            | Hong Kong                                                             | Russia                                                                | 2 – 1                                                                 | Svizzera                                                              | Lunar New Year Cup                                                    | -                                                                     | 77’                                                                   |
| Totale                                                                |                                                                       | Presenze                                                              | 3                                                                     |                                                                       | Reti                                                                  | 0                                                                     |                                                                       |

## Palmarès

### Club

#### Competizioni nazionali
- Campionato russo: 3

Alanija Vlad.: 1995
Spartak Mosca: 1998, 1999

#### Competizioni internazionali
- Coppa dei Campioni della CSI: 1

Spartak Mosca: 1999

### Individuale
- Capocannoniere della Coppa dei Campioni della CSI: 1

1998 (9 reti)